# Kebon (Tirtayasa)
Kebon is een bestuurslaag in het regentschap Serang van de provincie Banten, Indonesië. Kebon telt 2522 inwoners (volkstelling 2010).